# Julija Alexandrowna Kulikowa
Julija Alexandrowna Kulikowa (russisch Юлия Александровна Куликова; englische Schreibweise Yulia Kulikova; * 11. September 1989) ist eine ehemalige russische Tennisspielerin.

## Karriere
Kulikowa spielte vor allem bei Turnieren der ITF Women’s World Tennis Tour, wo sie zwei Titel im Doppel gewinnen konnte.

## Turniersiege

### Doppel
| Nr. | Datum         | Turnier  | Kategorie   | Belag | Partnerin         | Finalgegnerinnen                       | Ergebnis         |
| --- | ------------- | -------- | ----------- | ----- | ----------------- | -------------------------------------- | ---------------- |
| 1.  | 12. März 2017 | Hammamet | ITF $15.000 | Sand  | Sandra Jamrichová | Margarita Lasarewa Isabella Schinikowa | 7:5, 7:65        |
| 2.  | 9. Juni 2018  | Antalya  | ITF $15.000 | Sand  | Anna Ureke        | Margaux Bovy Lara Salden               | 6:4, 5:7, [10:6] |